# Apoti
Ápoti, dal greco ápotos, cioè "coloro che non se la bevono", è un termine colto per definire un'umanità disincantata che non crede nell'apparenza ma vuole ricercare la verità.
Il termine è una parola d'autore coniata e adoperata da Giuseppe Prezzolini in una lettera pubblicata nel numero 28 della rivista La Rivoluzione liberale del 28 settembre 1922, nella quale criticava la politica del tempo. Secondo Prezzolini, la Società degli apoti a cui idealmente si era iscritto, era composta da coloro che si sottraggono al "tumulto delle forze in gioco per chiarire le idee, per far risaltare i valori, per salvare sopra le lotte, un patrimonio ideale, perché possa tornare a dare frutti nei tempi futuri". Tale lettera innescò un dibattito con contributi illustri tra cui quelli di Piero Gobetti, Don Luigi Sturzo e Lelio Basso.
Negli anni successivi anche Indro Montanelli idealmente iscritto alla Società degli apoti parimenti all'amico Prezzolini, riteneva che l'essere apota dovesse diventare la caratteristica essenziale del giornalista, la cui missione doveva essere sempre quella di ricercare e raccontare la verità.
Il termine presenta nondimeno una connotazione ulteriore. Essa è rinvenibile nell'insofferenza nei confronti della politica, dei partiti di massa e delle istituzioni democratiche che è rinvenibile nel messaggio prezzoliniano. Tale posizione presenta indubbi punti di contatto con quelle esposte da Guglielmo Giannini nella sua opera La folla. Seimila anni di lotta contro la tirannide.
Sia pure su livelli stilistici e profondità di analisi molto differenti, diversi autori del secondo dopoguerra italiano hanno condiviso una simile linea di pensiero. Tra questi Leo Longanesi, portatosi su posizioni di forte ripulsa dell'Italia repubblicana e dell'antifascismo, rivendicando il diritto di disinteressarsi della politica. In Longanesi si ha un rimpianto dell'ordine del regime fascista, giacché la natura dittatoriale di quel regime sottraeva alla massa il disbrigo dell'attività politica, sporca e corruttrice per antonomasia. Inoltre secondo Longanesi era possibile rinvenire nel regime spazi di autonomia e di dissenso; si trattava di una critica non già di natura politica, ma fondata sul buon senso e sulla ripulsa degli aspetti grotteschi e sordidi del regime.
Un altro "apota" significativo fu Curzio Malaparte. Una apotia che era connotata in senso strapaesano, ovvero come difesa della tipicità italiana, intesa come prodotto della sua società rurale e tradizionale, fortemente plasmata dalla morale cattolica. La difesa di questi elementi non può che passare per il rifiuto delle componenti esogene, che introducono mutamenti innaturali del sistema economico che del sistema politico. Ed è proprio sulla "innaturalità" di certe ideologie straniere, sulla loro incompatibilità con il contesto italico si innesta la critica di un terzo apota, ovvero Giovanni Guareschi. Guareschi tratteggia nelle sue opere più famose il confronto, a tratti greve a tratti ironico, tra il cattolicesimo e l'ideologia comunista in un paese della Bassa padana. Egli opera tuttavia una profonda differenziazione tra i comunisti di città e i comunisti paesani, incarnati da Peppone. Benché comunisti infatti, essi non sono sprovvisti di buon senso e rifuggono dalle velleità dei "comunisti di città", che si fanno fautori di scioperi e distruzioni. I "comunisti di città" sono descritti come delle figure fortemente negative, portatori di disvalori che attentano alla vita tranquilla del borgo. L'ideologia che essi incarnano è dipinta come un prodotto di importazione profondamente incompatibile con il contesto italico, un innesto spurio e artificiale nella realtà paesana. Da ciò sorge il rifiuto di questi soggetti, che unisce nel paese le forze tradizionali e quelle comuniste. Non manca in Guareschi la critica al sistema vigente, ma mai in chiave sociale e politica, ma piuttosto valutando singoli casi e attraverso un richiamo all'umanità, all'altruismo e al buon senso.